# Rover 100er-Serie
Rover 100er-Serie ist die Bezeichnung für Kleinwagen, die der britische Automobilhersteller MG Rover Group im Frühjahr 1990 auf den Markt brachte. Sie lösten den Rover Metro ab und wurden bis Ende 1998 hergestellt. Die Reihe bestand aus drei- und fünftürigen Steilhecklimousinen, die im Frühjahr 1994 um ein zweitüriges Cabriolet erweitert wurde.

## Technik
Die Mechanik der Fahrzeuge wurde teilweise vom Metro übernommen, der bereits 1984 den Markennamen Austin eingebüßt hatte. Es gab als Neuerung eine 1,1-Liter-Maschine mit 44 kW (60 PS) und 8 Ventilen, eine 1,4-Liter-Maschine mit 8 Ventilen und 55 kW (75 PS) sowie eine 1,4-Liter-Maschine mit 16 Ventilen, 66 kW (90 PS) und später 76 kW (103 PS). Die Motoren entstammten der neu entwickelten Rover-K-Serie, die 1990 eingeführt worden war. Die 5-Gang-Getriebe und die Dieselmotoren mit zunächst 1,4 und später 1,5 Liter Hubraum wie im Citroën AX, kamen von Peugeot. Die Benzinmotoren gab es mit elektronischen Benzineinspritzungen (Singlepoint, Multipoint) und geregelten 3-Weg-Katalysatoren.
Die Räder, vorn an Doppelquerlenkern und hinten an Schwingen aufgehängt, wurden gefedert über eine an jedem Rad liegende stickstoffgefüllte Federkugel, die Federelemente hinten waren über eine Hydraulikleitung miteinander verbunden. Dieses „Hydragas“-System war wartungsfrei, und konnte von jeder Rover-Werkstatt bei Bedarf entsprechend durch Ablassen oder Zufüllen von Hydraulikflüssigkeit gehoben oder gesenkt werden. Es war Nachfolger von BMCs Hydrolastic, die 1962 mit dem Morris 1100 (BMC ADO16) eingeführt worden war. Das System war so einfach und zuverlässig, dass es noch im MG F von 1995 verwendet wurde. Die stärker motorisierten Versionen hatten zusätzlich Stabilisatoren vorne und hinten und Gasdruckstoßdämpfer vorne.

### Modellpflege
Im Frühjahr 1994 erfuhr auch das Äußere einige Veränderungen, um das Alter der Grundkonstruktion zu verbergen. Es gab neue Stoßfänger an der Front, mit eingelassenem Kühllufteinlass, neue Scheinwerfer mit Klarglasblinkleuchten, Radhausverkleidungen aus Plastik vorne, Schwellerverkleidungen bei den sportlichen GTa- und den später folgenden GTI-Modellen, eine neue Heckstoßstange, einen neuen Kofferraumgriff sowie neue Heckleuchten, eine neue Heckklappe und neue Zierleisten. Eine neue Farbpalette und Chromapplikationen für die höherwertigen Modellen, welche als GS-Versionen mit Holz am gründlich überarbeiteten Armaturenbrett versehen waren, sowie ebenfalls Holz an den Türverkleidungen und Ledersitze.
Die Innenausstattung war ebenfalls überarbeitet worden. Das Auto hatte nun vorne größere und bequemere Sitze aus dem Rover 200 sowie neue Türverkleidungen und einen neuen Dachhimmel aus Stoff, um Qualität und Luxus zu vermitteln, und um den Wagen den übrigen Modellen im Rover-Programm anzupassen. Die Sitzposition war verbessert worden, da man die Spurbreite geringfügig verändert und die Abstände zwischen den Pedalen etwas erweitert hatte. In der Folge wurde die Lenkradposition steiler wie bei modernen Autos üblich. Da an der Konzeption nichts grundlegend verändert wurde, galt der Wagen inzwischen schon als zu klein im Vergleich zu den meisten seiner moderneren Wettbewerber.

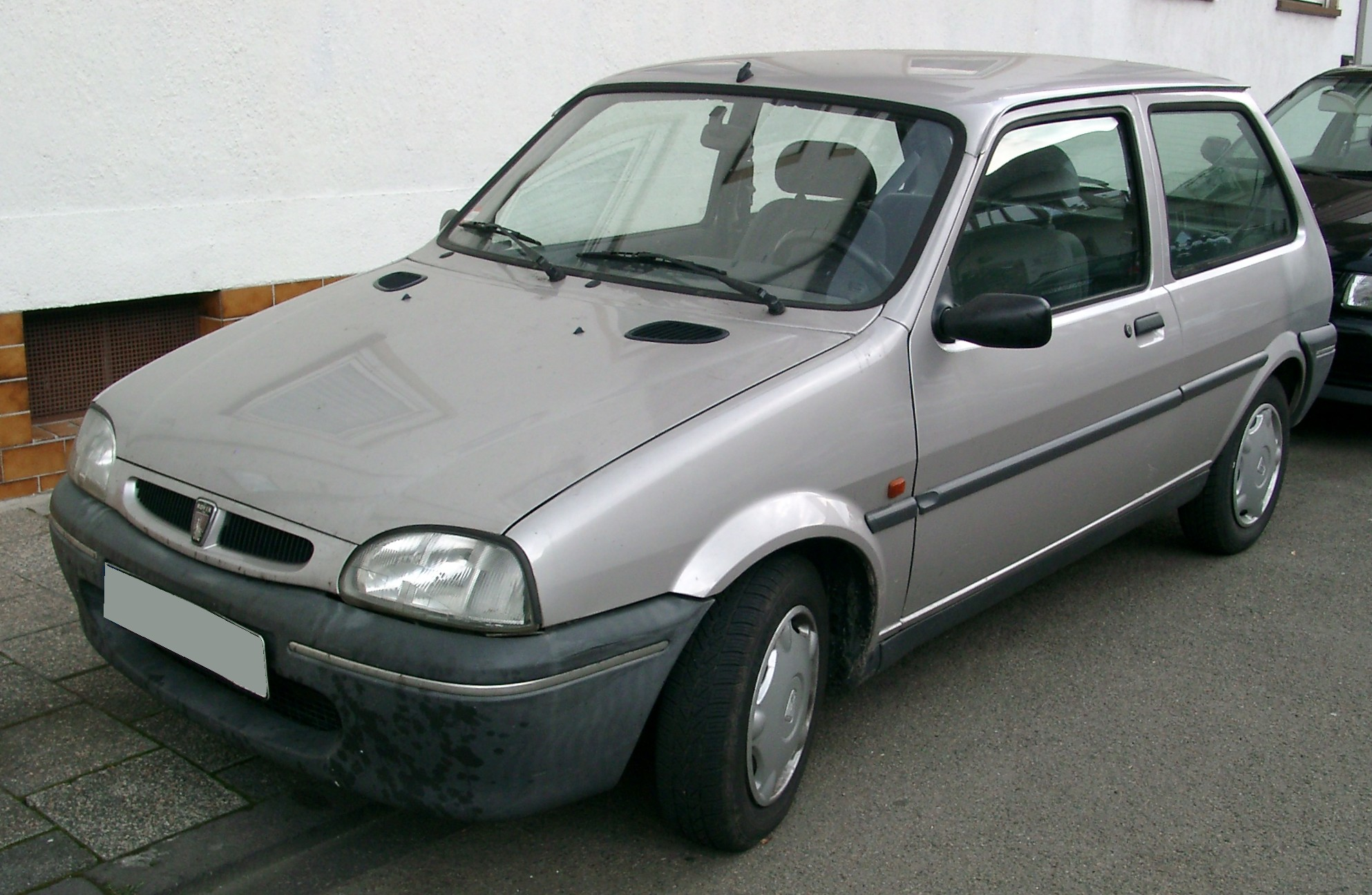
Rover 111 Dreitürer (1994–1998)
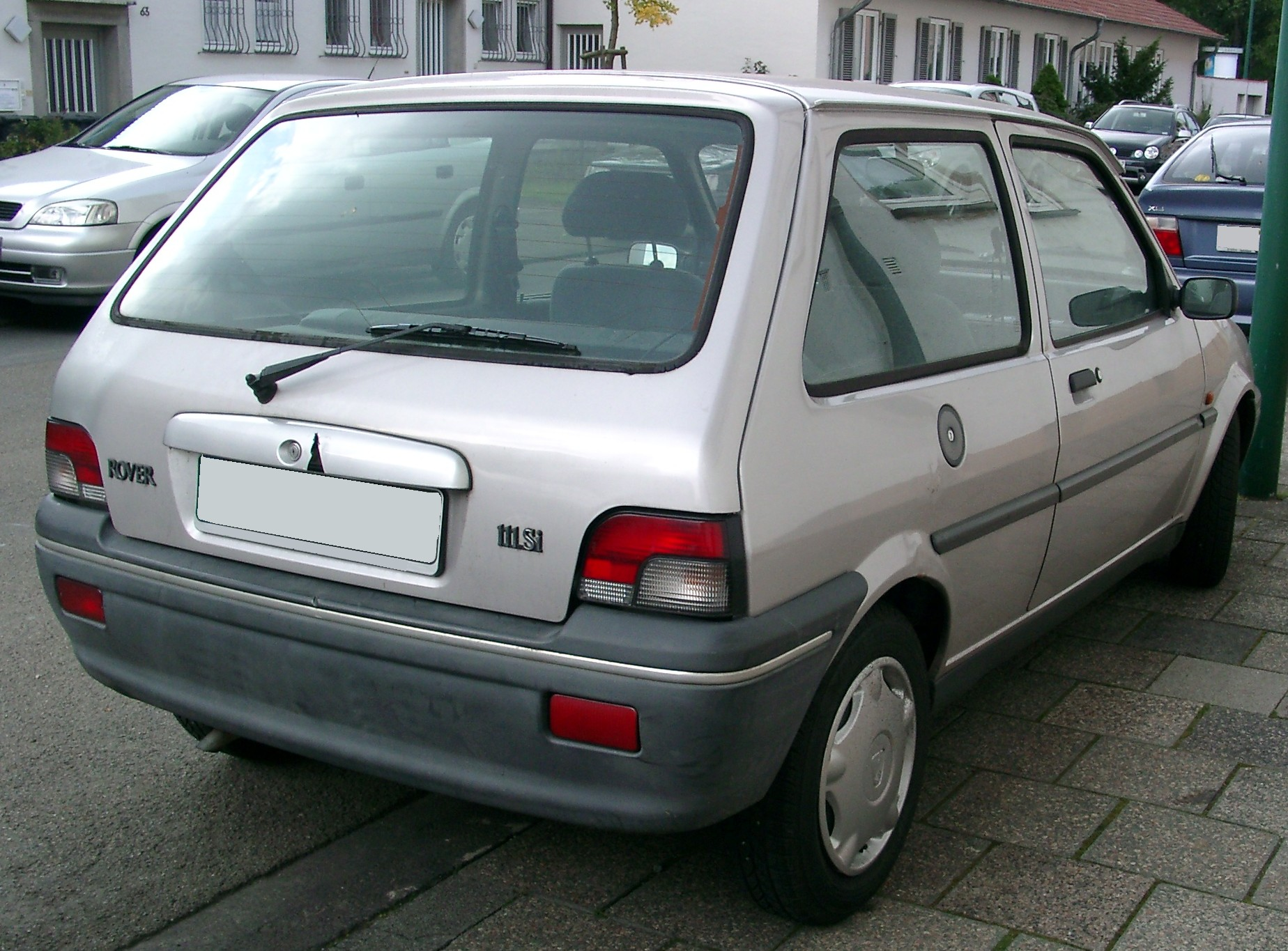
Heckansicht
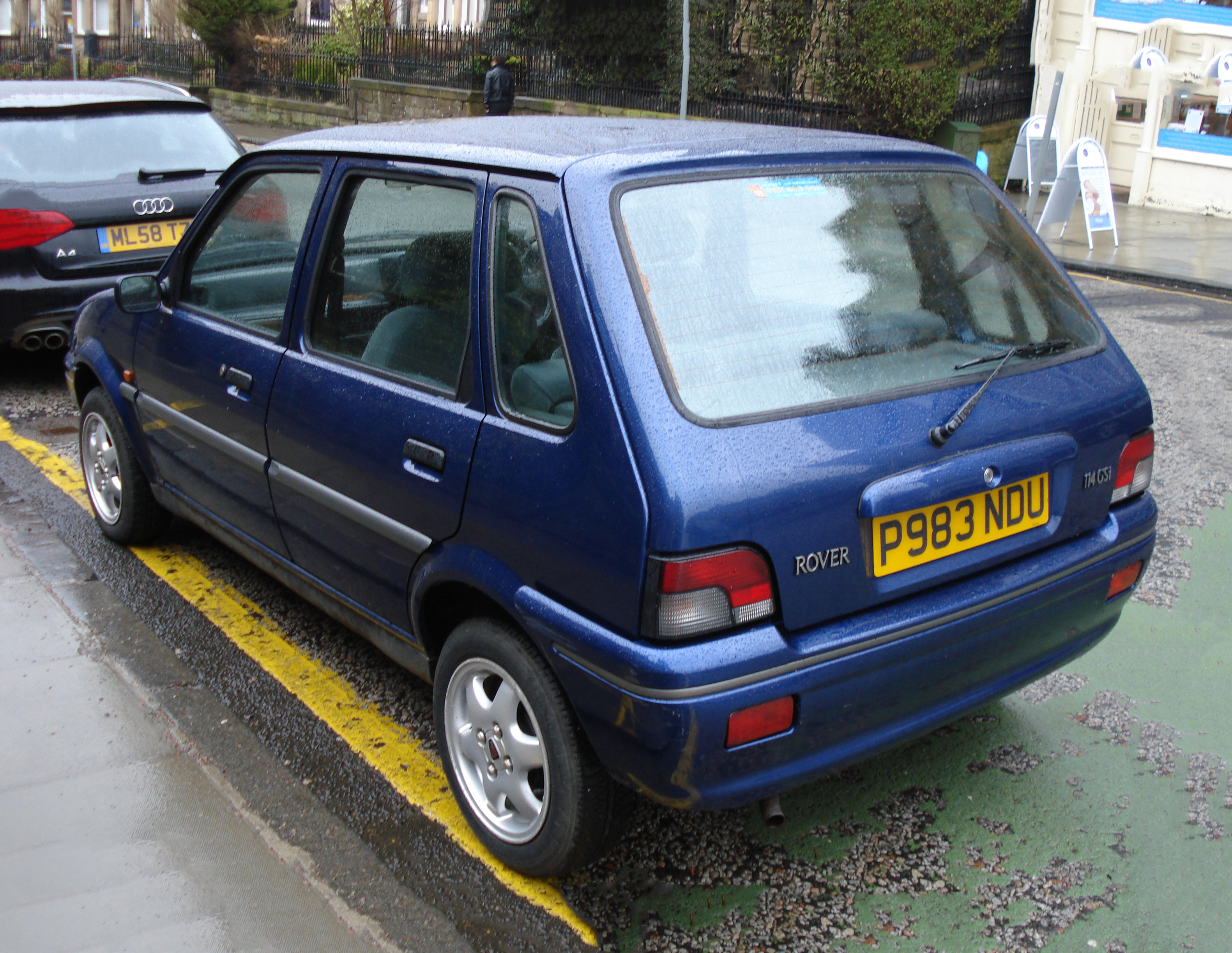
Rover 114 GSi Fünftürer (1994–1998)
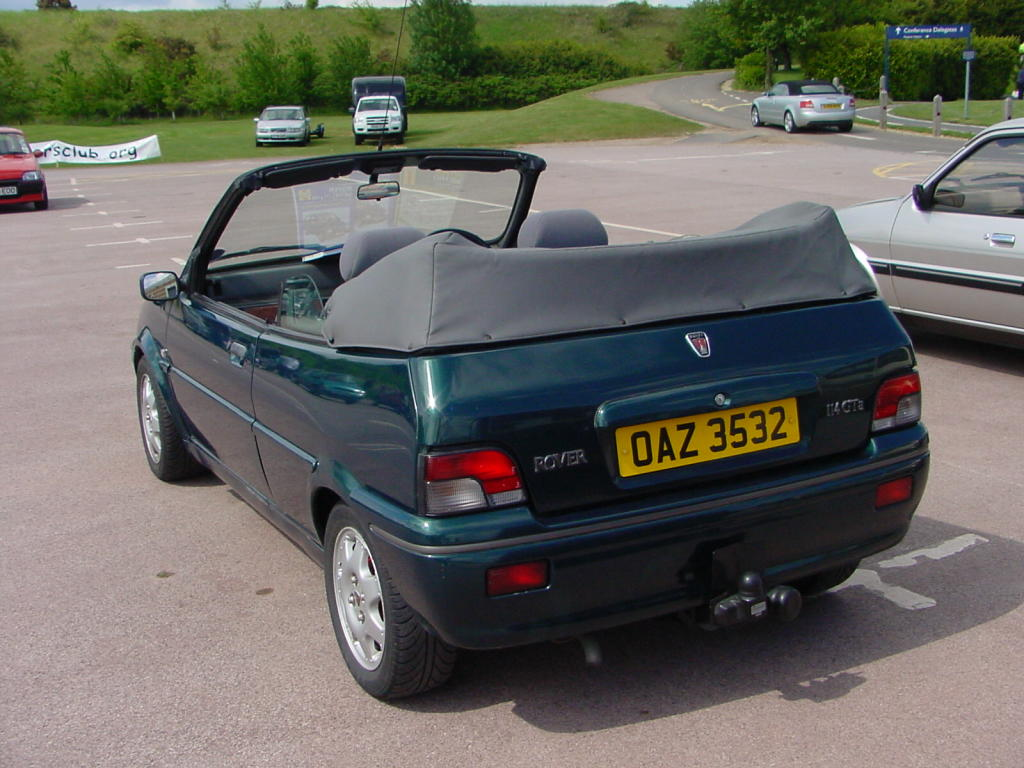
Rover 114 Convertible (1994–1998)

Insgesamt galt die Rover 100er-Serie als Überarbeitung eines Autos mit begrenzten Mitteln, das bei seinem ursprünglichen Erscheinen Marktführer seiner Klasse war. Zu Beginn der 100er-Serie konnte das Modell vorübergehend mit anderen Modellen durchaus mithalten, besonders was das Fahrverhalten, Wendigkeit, Spritzigkeit und Sparsamkeit betraf. Im Laufe seines „zweiten Lebens“ wurde es dann aber doch von den moderneren Konkurrenten vom Markt verdrängt. Die Defizite wurden unter anderem in den Bereichen Rostschutz, Verarbeitung, Raumausnutzung und letztlich Unfallsicherheit sichtbar.

## Sicherheitsprobleme und Produktionseinstellung
Im Februar 1998 erreichte die Rover 100er-Serie katastrophale Werte beim EuroNCAP-Crashtest. Beim Offset-Crash wurde die Fahrgastzelle stark deformiert und der Fahrerairbag im stark in den Innenraum geschobenen Lenkrad hätte den Kopf des Fahrers an die A-Säule gepresst. Hierdurch wurde klar, dass das Auto nicht mit der moderneren Konkurrenz Schritt halten konnte, was für eine aus den 1970er-Jahren stammende Konstruktion nicht überraschend war.
Nach Veröffentlichung des Berichts brachen die Verkaufszahlen innerhalb weniger Tage zusammen und bereits bestellte Autos wurden von den Kunden storniert. Daraufhin nahm Rover die 100-Serie vom Markt. Es war das Ende einer fast 18-Jährigen Produktion, während der der Rover Metro eines der wichtigsten britischen Autos gewesen war und maßgeblich dazu beigetragen hatte, den unter diversen Firmierungen laufenden Hersteller am Leben zu halten. Das ursprünglich bei Rover angestrebte Ziel, seinen Ur-Ahn, den Mini abzulösen, erreichte der Rover 100, der noch unter British-Leyland 1981 als Austin Mini-Metro debütiert hatte, nie. Dieser wurde noch weitere zwei Jahre bis in den Sommer 2000 produziert, hier wurden allerdings auch keine Crash-Tests durchgeführt.
Es gab nach der Einstellung des Autos keinen direkten Nachfolger für den Rover Metro/Rover 100er-Serie, auch wenn der Rover 200 ab Mitte 1995 diese Lücke hätte ausfüllen können. Dass das Auto für die anvisierte Klientel zu groß war und zu teuer vermarktet wurde, führte dazu, dass die Modellreihen 100 und 200 eine Zeit lang parallel zueinander verkauft wurden, bis der 100er zum Jahresende 1998 eingestellt wurde.
Nachdem der Rover 200 Ende 1999 überarbeitet und in Rover 25 umbenannt worden war, verkaufte man ihn als Kleinwagen und damit Nachfolger der 100er-Serie. Doch erst der City Rover, der im Herbst 2003 auf den Markt kam, war in der Größenordnung vergleichbar mit dem 100er.